# Tiên Nội
Tiên Nội là một phường thuộc thị xã Duy Tiên, tỉnh Hà Nam, Việt Nam.

## Địa lý
Phường Tiên Nội nằm ở phía tây thị xã Duy Tiên, có vị trí địa lý:
- Phía đông giáp xã Tiên Ngoại
- Phía tây giáp phường Đồng Văn và phường Hoàng Đông
- Phía nam giáp thành phố Phủ Lý
- Phía bắc giáp phường Yên Bắc.

Phường Tiên Nội có diện tích 6,36 km², dân số năm 2018 là 8.843 người, mật độ dân số đạt 1.289 người/km².

## Lịch sử
Đến năm 2018, xã Tiên Nội có diện tích 7,711 km², dân số là 9.589 người, mật độ dân số đạt 1.244 người/km².
Ngày 17 tháng 12 năm 2019, Ủy ban Thường vụ Quốc hội ban hành Nghị quyết số 829/NQ-UBTVQH14 về việc sắp xếp các đơn vị hành chính cấp huyện, cấp xã thuộc tỉnh Hà Nam (nghị quyết có hiệu lực từ ngày 1 tháng 1 năm 2020). Theo đó:
- Điều chỉnh 0,023 km² diện tích tự nhiên của xã Hoàng Đông vào xã Tiên Nội
- Điều chỉnh 0,857 km² diện tích tự nhiên và 746 người của xã Tiên Nội vào thị trấn Đồng Văn
- Điều chỉnh 0,017 km² diện tích tự nhiên của xã Tiên Nội vào xã Hoàng Đông
- Thành lập phường Tiên Nội thuộc thị xã Duy Tiên trên cơ sở toàn bộ diện tích và dân số của xã Tiên Nội.

Sau khi thành lập, phường Tiên Nội có diện tích 6,86 km², dân số là 8.843 người.